# Лібертатя (Ботошань)
Лібертатя (рум. Libertatea) — село у повіті Ботошані в Румунії. Входить до складу комуни Келераші.
Село розташоване на відстані 365 км на північ від Бухареста, 48 км на схід від Ботошань, 55 км на північний захід від Ясс.

## Населення
За даними перепису населення 2002 року у селі проживали 538 осіб, усі — румуни. Усі жителі села рідною мовою назвали румунську.